# Mariano Socini il giovane
Mariano Socini il giovane (anche Soccini, Sozzini, Socino), latinizzato come Marianus Socinus (Siena, 1482 – Bologna, 26 agosto 1556) è stato un giurista italiano cittadino senese.
Diede il suo nome alla cautela sociniana (cautela socini), o usufrutto universale del coniuge vedovo. 

## Biografia

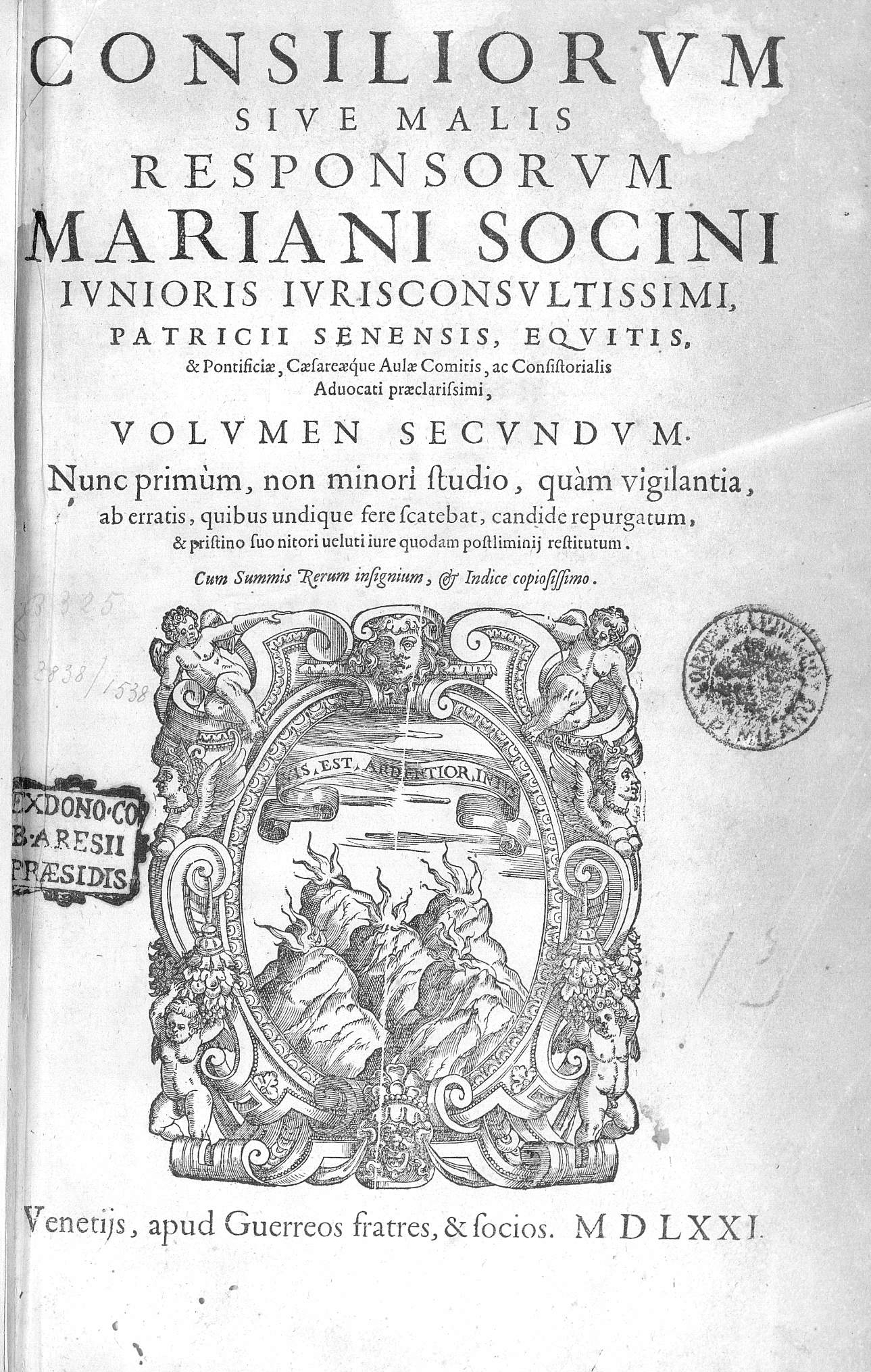
Consilia, 1571

Mariano Socini era figlio di Bartolomeo (1436-1507) e nipote di Mariano Socini il vecchio, a loro volta eminenti giuristi di Siena. Sposò Camilla Salvetti, da cui ebbe tredici figli secondo Guido Panciroli; tra i sette maschi Celso Sozzini, Lelio Sozzini e Alessandro Sozzini il giovane, padre di Fausto Sozzini, che diede il nome al movimento unitariano sociniano in Polonia. 
Studiò a Siena e Bologna e si laureò a Siena nel 1504, dove rimase almeno fino al 1517. Insegnò quindi a Pisa tra il 1517 e il 1523, poi tornò a Siena nel 1523 prima di recarsi a Padova nel 1525, dove rimase fino al 1542. Era all'epoca pagato 1 000 ducati come professore di diritto civile. Lasciò Padova per Bologna nel 1542-1543, dove succedette ad Andrea Alciato ed ebbe tra i suoi allievi Antonio Agustín, rimanendo fino alla morte nel 1556. Nell'aprile del 1552 era pagato 5 200 lire bolognesi, il secondo stipendio più alto dell'università. 
Nel 1553 fu oggetto di un'indagine sull'Inquisizione di Bologna a seguito di una richiesta dell'Inquisitore Reginaldo Nerli, che tuttavia fu interrotta dal suo predecessore, Girolamo Muzzarelli, e da papa Giulio III. Fu riconciliato all'inizio del 1554. 
Mariano Socini il Giovane fu consultato in materia legale da sovrani europei come Enrico VIII sul caso del divorzio. Rispose che il papa non aveva concesso l'esenzione che consentiva a Enrico VIII di sposare la vedova di suo fratello Arturo Tudor e che pertanto il suo matrimonio con Caterina d'Aragona non era valido e che era libero di sposare Anna Bolena. 
Due dei suoi figli furono professori di diritto, Alessandro (1508-1541) e Celso (1517-1570).

## Famiglia
- Mariano Socini il vecchio (1397 / 1401-1467), giurista, professore all'Università di Siena dall'autunno del 1427 avendo avuto allievo Enea Silvio Piccolomini, papa Pio II, 
  - Bartolomeo Socini (1436-1507), giurista, chiamato «il Papiniano del suo tempo», insegnò diritto romano a Siena e in altre università,
  - N.N. 
    - Mariano Socini il giovane (1482-1556), sposato con Camilla Salvetti, 
      - Alessandro Sozzini (1508-1541) persegue la carriera di giurista, sposato con Agnese Petrucci, 
        - Fausto Sozzini (1539-1604) sposato con Elżbietą Morsztyn († 1587), 
          - Agnese Sozzini o Agnieszka Sozzini (1587-1654) sposata con Stanisław Wiszowaty, 
            - Benedykt Wiszowaty sposato con Katarzyna Przypkowska, 
              - Andreas Wissowatius (Andrzej Wiszowaty) (1608-1678), teologo unitariano,

            - Teodor Wiszowaty,

        - Filide Sozzini (1540-1568),

      - Celso Sozzini (1517-1570) a sua volta avvocato,
      - Camillo Sozzini (nato nel 1520),
      - Cornelio Sozzini (morto nel 1586), umanista
      - Lelio Sozzini (1525-1562), teologo e riformatore
      - Dario Sozzini.

## Opere

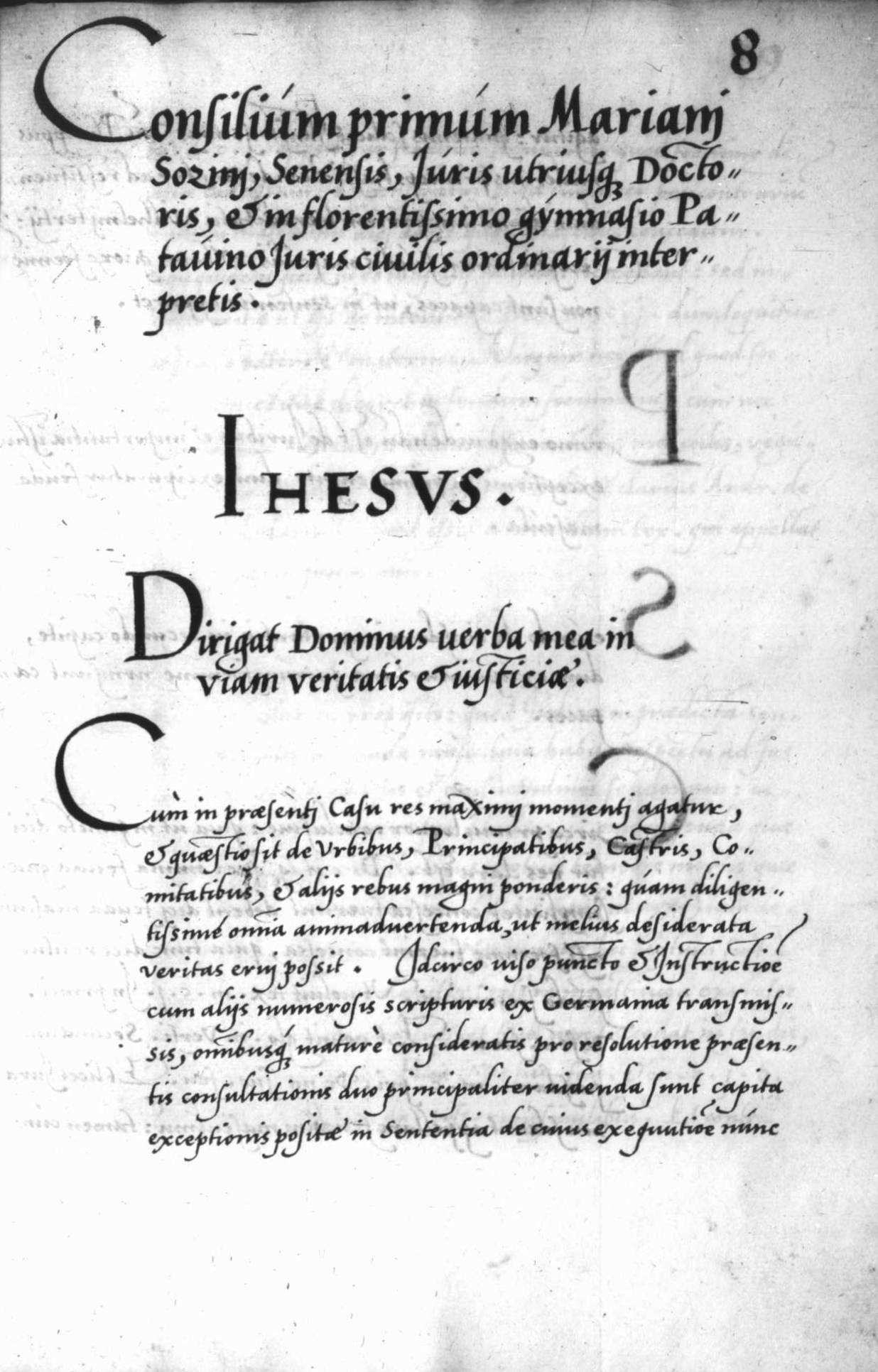
Consilium primum productum Brussellis 13 martii anno 1550, manoscritto, XVI secolo

- (LA) Consilia (Consiliorum siue malis Responsorum Mariani Socini iunioris iurisconsultissimi, patricii, Senensis, equitis, & Pontificiæ, Cæsareæque Aulæ Comitis, ac Consistorialis Aduocati præclarissimi), vol. 1, Venise, 1571.
  - (LA) Consilia, vol. 2, Venise, Domenico Guerra & Giovanni Battista Guerra & C., 1571.
  - (LA) Consilia, vol. 3, Venise, Domenico Guerra & Giovanni Battista Guerra & C., 1571.
- Commentaria, vol. 1, Venezia, Società dell'Aquila che si rinnova, 1585.
  -  Commentaria, vol. 2, Venezia, Società dell'Aquila che si rinnova, 1585.

### Manoscritti
- Consilium primum productum Brussellis 13 martii anno 1550, XVI secolo, Bruxelles, Bibliothèque Royale de Belgique, Fonds général, MS IV.51.